# キニナル
キニナルは、文化放送のラジオ番組。2010年10月3日放送開始、2018年4月1日放送終了。

## 概要
パーソナリティの岡田眞善が日々感じたことや社会に対する素朴な疑問、思いつきでひらめいたアイディアは実現可能かを自ら取材し、解明する。
放送開始 - 2013年3月31日は『眞善のなんか気になるっ』（しんぜんのなんかきになるっ）のタイトルで放送し、同年4月7日から『キニナル』に番組名を変更。同時に放送時間を変更して、毎週日曜 18:00 - 20:00のワイド番組に昇格した。ナイターオフシーズンの同年10月6日からは、19時台が前年度までの『ラジオふるさと便』を引き継ぐ形でNRNネット番組となった。
2014年以降のナイターシーズンは、前年度まで放送された『ラジオふるさと便アネックス』（文化放送では裏送り）の放送形態に準じ、録音放送となる局とネットを休止する局とがあった。
2016年4月3日より、文化放送では放送時間を短縮して毎週日曜 19:00 - 20:00の1時間番組となり、内容もリニューアルしたが、ネット局が年を追う毎に減少するなど衰えは否めず、2018年4月1日を以って終了した。

## 出演者
パーソナリティ
- 岡田眞善

アシスタント
- 石田絵里奈（文化放送アナウンサー※当時）（ - 2013年3月31日。退社のため、降板）
- 加納有沙（文化放送アナウンサー※当時）（2013年4月7日 - 2016年3月27日。退社のため、降板）
- 西川文野（文化放送アナウンサー）（2016年4月3日 - 2018年4月1日）
- 八木菜緒（文化放送アナウンサー※当時）（2017年10月15日。「森の方にオカリナを吹きに行った」西川の代役）

コーナー出演
- 榊原健太郎[2]（2013年4月7日 - 2014年3月30日）

## 放送時間
全て毎週日曜の放送。
- 2010年10月3日 - 2013年3月31日：8:00 - 8:30
- 2013年4月7日 - 2016年3月27日：18:00 - 20:00
- 2016年4月3日 - 2018年4月1日：19:00 - 20:00

## ネット局
全て全国ラジオネットワーク（NRN）加盟局。また加盟局（同一地域に複数ある例を除く）のうち、栃木放送（CRT）と静岡放送（SBS）ではネットされなかった。

### ナイターシーズン
NRN回線をプロ野球中継に使用していたことに加え、ナイターシーズンは本番組をNRN番組扱いとしなかったこともあり、個別に素材回線を使用して同時ネットする局もなかった。このため文化放送から6 - 7日遅れで、19時台の再編集版を録音放送した。
| 放送対象地域   | 放送局名                      | 放送日時                                                                     | 2014年度 | 2015年度 | 2016年度 | 2017年度 | 備考   |
| -------------- | ----------------------------- | ---------------------------------------------------------------------------- | -------- | -------- | -------- | -------- | ------ |
| 関東広域圏     | 文化放送（QR）                | 日曜 18:00 - 20:00 （2013 - 2015年度） 日曜 19:00 - 20:00 （2016・2017年度） | ○        | ○        | ○        | ○        | 製作局 |
| 青森県         | 青森放送（RAB）               | 日曜 18:05 - 19:00                                                           | ○        | ○        | ○        | ○        | [ 10 ] |
| 岩手県         | IBC岩手放送                   | 日曜 19:00 - 20:00 （2016年度以外） 土曜 21:00 - 22:00 （2016年度）          | ○        | ○        | ○        | ○        |        |
| 宮城県         | 東北放送（TBC）               | 日曜 19:00 - 20:00                                                           | ○        | -        | -        | -        | [ 11 ] |
| 秋田県         | 秋田放送（ABS）               | 日曜 19:00 - 20:00                                                           | -        | -        | -        | ○        |        |
| 山形県         | 山形放送（YBC）               | 日曜 16:00 - 17:00 （2014 - 2016年度） 土曜 20:00 - 21:00 （2017年度）       | ○        | ○        | ○        | ○        |        |
| 新潟県         | 新潟放送（BSN）               | 日曜 19:00 - 20:00                                                           | -        | ○        | ○        | -        |        |
| 富山県         | 北日本放送（KNB）             | 日曜 19:00 - 20:00 （2014・2017年度） 日曜 18:00 - 19:00 （2015・2016年度）  | ○        | ○        | ○        | ○        |        |
| 福井県         | 福井放送（FBC）               | 日曜 19:00 - 20:00                                                           | ○        | ○        | ○        | ○        |        |
| 山梨県         | 山梨放送（YBS）               | 日曜 19:00 - 20:00                                                           | ○        | ○        | ○        | ○        |        |
| 長野県         | 信越放送（SBC）               | 日曜 19:00 - 20:00                                                           | ○        | -        | -        | -        |        |
| 京都府・滋賀県 | KBS京都 KBS滋賀               | 日曜 19:00 - 20:00                                                           | ○        | ○        | ○        | ○        |        |
| 和歌山県       | 和歌山放送（wbs）             | 日曜 19:00 - 20:00                                                           | ○        | ○        | ○        | ○        |        |
| 香川県         | 西日本放送（RNC）             | 土曜 19:00 - 20:00                                                           | ○        | ○        | ○        | -        |        |
| 長崎県・佐賀県 | 長崎放送（NBC） NBCラジオ佐賀 | 日曜 19:00 - 20:00                                                           | ○        | ○        | ○        | -        |        |
| 宮崎県         | 宮崎放送（mrt）               | 日曜 19:00 - 20:00                                                           | -        | ○        | -        | -        |        |

### ナイターオフシーズン
2015年度までの文化放送以外は全て19時台のみの同時放送。
衆議院議員総選挙投票日は、特別編成を組むことによりネットを休止する局がある。
プロ野球日本シリーズ開催日は、その中継を優先する局（文化放送含む）、当番組の裏送り版をネットする局、対戦カードにより対応を変える局とがある。
19時台オープニングでは岡田が「文化放送『キニナル』、この番組は文化放送をキーステーションに全国○局ネットでお送りします。」とアナウンスしていたが、衆院選や日本シリーズ以外の事情でネット休止局が発生した場合でも、その年度の基本ネット局数から数字を変えることはしなかった。
| 放送対象地域   | 放送局名                      | 2013年度 10月6日 - 3月30日 | 2014年度 10月5日 - 3月29日 | 2015年度 10月4日 - 3月27日 | 2016年度 10月2日 - 4月2日 | 2017年度 10月8日 - 4月1日 | 備考                 |
| -------------- | ----------------------------- | -------------------------- | -------------------------- | -------------------------- | ------------------------- | ------------------------- | -------------------- |
| 関東広域圏     | 文化放送（QR）                | ○                          | ○                          | ○                          | ○                         | ○                         | 製作局               |
| 北海道         | 北海道放送（HBC）             | ○                          | ○                          | ○                          | ○                         | -                         | [ 21 ]               |
| 岩手県         | IBC岩手放送                   | ○                          | ○                          | ○                          | ○                         | ○                         |                      |
| 宮城県         | 東北放送（TBC）               | ○                          | ○                          | ○                          | ○                         | ○                         |                      |
| 秋田県         | 秋田放送（ABS）               | ○                          | ○                          | ○                          | ○                         | ○                         |                      |
| 山形県         | 山形放送（YBC）               | ○                          | ○                          | ○                          | ○                         | ○                         |                      |
| 福島県         | ラジオ福島（rfc）             | -                          | ○                          | ○                          | ○                         | ○                         |                      |
| 茨城県         | 茨城放送（IBS）               | ○                          | ○                          | ○                          | ○                         | ○                         |                      |
| 新潟県         | 新潟放送（BSN）               | ○                          | ○                          | ○                          | ○                         | -                         |                      |
| 富山県         | 北日本放送（KNB）             | ○                          | ○                          | ○                          | ○                         | ○                         |                      |
| 石川県         | 北陸放送（MRO）               | ○                          | ○                          | ○                          | ○                         | -                         |                      |
| 福井県         | 福井放送（FBC）               | ○                          | ○                          | ○                          | ○                         | ○                         | [ 36 ]               |
| 山梨県         | 山梨放送（YBS）               | ○                          | ○                          | ○                          | ○                         | ○                         |                      |
| 長野県         | 信越放送（SBC）               | ○                          | -                          | -                          | -                         | -                         |                      |
| 中京広域圏     | 東海ラジオ（SF）              | ○                          | ○                          | ○                          | ○                         | ○                         | [ 36 ]               |
| 京都府・滋賀県 | KBS京都 KBS滋賀               | ○                          | ○                          | ○                          | ○                         | ○                         | [ 40 ]               |
| 近畿広域圏     | 毎日放送（MBS）               | ○                          | ○                          | ○                          | ○                         | ○                         | [ 21 ] [ 47 ] [ 36 ] |
| 和歌山県       | 和歌山放送（wbs）             | ○                          | ○                          | ○                          | ○                         | ○                         |                      |
| 鳥取県・島根県 | 山陰放送（BSS）               | ○                          | ○                          | ○                          | -                         | -                         |                      |
| 岡山県         | 山陽放送（RSK）               | ○                          | ○                          | ○                          | -                         | -                         |                      |
| 広島県         | 中国放送（RCC）               | ○                          | ○                          | ○                          | -                         | -                         |                      |
| 山口県         | 山口放送（KRY）               | ○                          | ○                          | ○                          | -                         | -                         |                      |
| 徳島県         | 四国放送（JRT）               | ○                          | ○                          | ○                          | -                         | -                         |                      |
| 香川県         | 西日本放送（RNC）             | ○                          | ○                          | ○                          | -                         | -                         |                      |
| 愛媛県         | 南海放送（RNB）               | ○                          | ○                          | ○                          | -                         | -                         | [ 51 ]               |
| 高知県         | 高知放送（RKC）               | ○                          | ○                          | ○                          | -                         | -                         |                      |
| 福岡県         | 九州朝日放送（KBC）           | ○                          | ○                          | -                          | -                         | -                         | [ 52 ]               |
| 長崎県・佐賀県 | 長崎放送（NBC） NBCラジオ佐賀 | ○                          | ○                          | ○                          | -                         | -                         |                      |
| 熊本県         | 熊本放送（RKK）               | ○                          | ○                          | ○                          | ○                         | ○                         |                      |
| 大分県         | 大分放送（OBS）               | ○                          | ○                          | ○                          | -                         | -                         |                      |
| 宮崎県         | 宮崎放送（mrt）               | ○                          | ○                          | -                          | -                         | -                         |                      |
| 鹿児島県       | 南日本放送（MBC）             | ○                          | ○                          | ○                          | ○                         | -                         |                      |
| 沖縄県         | ラジオ沖縄（ROK）             | ○                          | ○                          | ○                          | ○                         | -                         | [ 54 ]               |

## タイムテーブル
ナイターシーズンは、編集をしやすくする都合から、ナイターオフシーズンとは提供読み（文化放送のみ）など一部アナウンスのタイミングが異なっていた。

### 2016年度ナイターシーズン以降
- 19:00：オープニング
- 19:10：なんかキニナル
- 19:40：You Got me
- 19:51：文化放送ニュース
- 19:54：天気予報
- 19:55：交通情報（ナイターシーズンのみ）
- 19:56：エンディング

### 2時間番組時代（2015年度ナイターオフシーズン）
- 18:00：オープニング
- 18:10：キニなっちゃった 一週間
- 18:30：大島麻衣 ハイブリッド・トーク
- 18:45：リクエスト・リアクション
- 18:50：文化放送ニュース
- 18:53：天気予報
- 18:54：交通情報
- 19:00：なんかキニナル
- 19:40：日本全国 津々キニナル
- 19:50：ニュース[55]
- 19:53：天気予報
- 19:56：エンディング

## 歴代コーナー・箱番組
- キニなっちゃった 一週間（2013年4月7日 - 2016年3月27日）
- やくみつるの目指せ! 安心社会 ～はたらく人応援団～（2013年4月7日 - 6月30日）[56]
- キボウラジオ（2013年4月7日 - 9月29日）
- 山本譲二の住まいるフレンド（2013年10月6日 - 2014年3月30日）[57]
- 対話の力〜世界と語る〜（2014年4月6日 - 2015年9月27日）
- 大島麻衣 ハイブリッド・トーク（2015年10月4日 - 2016年3月27日）[58]
- リクエスト・リアクション（2013年4月7日 - 2016年3月27日）
- 琴伝流 ハートミュージアム（2013年4月7日 - 2014年3月30日）[59]
- 教えて 榊原さん（2013年4月7日 - 2014年3月30日）
- 日本全国 津々キニナル（2013年10月6日 - 2014年3月30日、2014年10月5日 - 2016年3月27日）
- 眞善流 ナイトミュージアム（2014年4月6日 - 2014年9月28日）

## 後番組
2018年度ナイターオフシーズン時点では以下の2番組が相当する。
- 竹中功のアロハな気分（文化放送における直接の後番組。当番組と同じく生放送で、ABS、KNBでは通年同時ネット。2018年度ナイターオフシーズンはTBC、YBC、IBS※2019年度ナイターオフシーズンも。、RKKでも同時ネット）
- 村上信五くんと経済クン（文化放送では土曜9時台に放送の収録番組。YBS、FBC、WBSにおいては直接の後番組に）